# ジュール＝エミール・ペアン
ジュール＝エミール・ペアン（仏: Jules-Émile Péan, 1830年11月29日 - 1898年1月20日）は19世紀のフランスの代表的な外科医の一人である。
ペアンは1830年、フランスのウール＝エ＝ロワール県マルブエに生まれた。シャルトル大学で学んだ後、パリでオーギュスト・ネラトンの下で医学を学んだ。1861年に医師となり、1893年までサンタントワーヌ病院とサン＝ルイ病院に勤務し、その後、その費用で国際病院を創設した。1876年と1890年に個人診療（private clinics）に関する2冊の本を執筆した。1887年11月22日にフランス国立医学アカデミー会員に選出され、1893年にはレジオン・ドヌール勲章を授与された。1898年1月20日、パリで死去した。シャトーダン、クロイエ＝シュル＝ル＝ロワール、パリに彼の名を冠したペアン通り（Rue Péan）がある。
ペアンは衛生学の熱心な信奉者であり、ルイ・パスツールの発見に異を唱えた。彼は死体の解剖を拒否し、居宅での診察を好んだ。教師であったが、教授に任命されることはなかった。1864年、卵巣嚢腫の外科的切除に初めて成功した。また、1890年には癌腫に対する膣式子宮摘出術を執刀した先駆者でもある。1895年には膀胱憩室に対する最初の修復手術を行ったとされている。1893年にはフランス人ウェイターの肩に世界初の人工関節全置換術を初めて試みたが、2年後に感染症のため摘出手術を余儀なくされた。止血鉗子を普及させ、現在も世界中の手術室で使用されている。

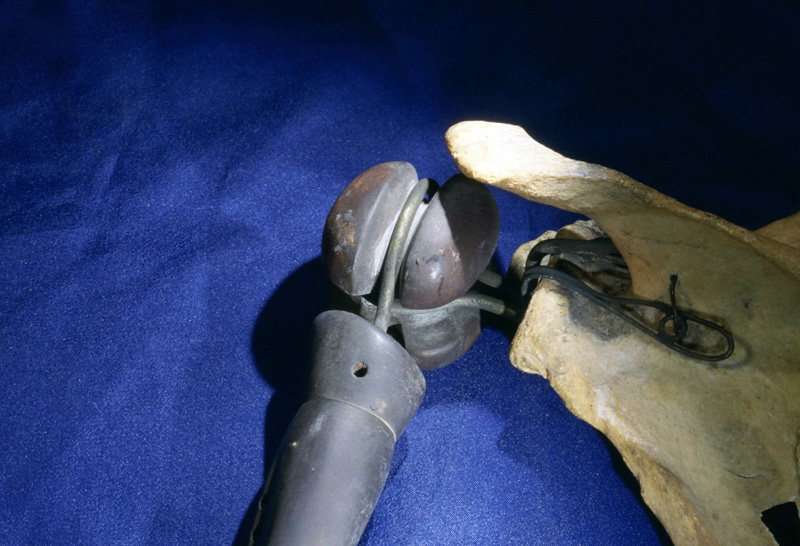
肩関節全置換術に用いられた人工関節のモックアップ
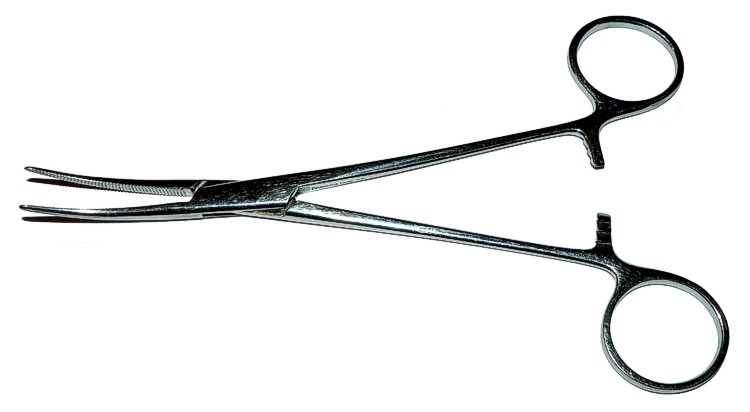
ペアン鉗子
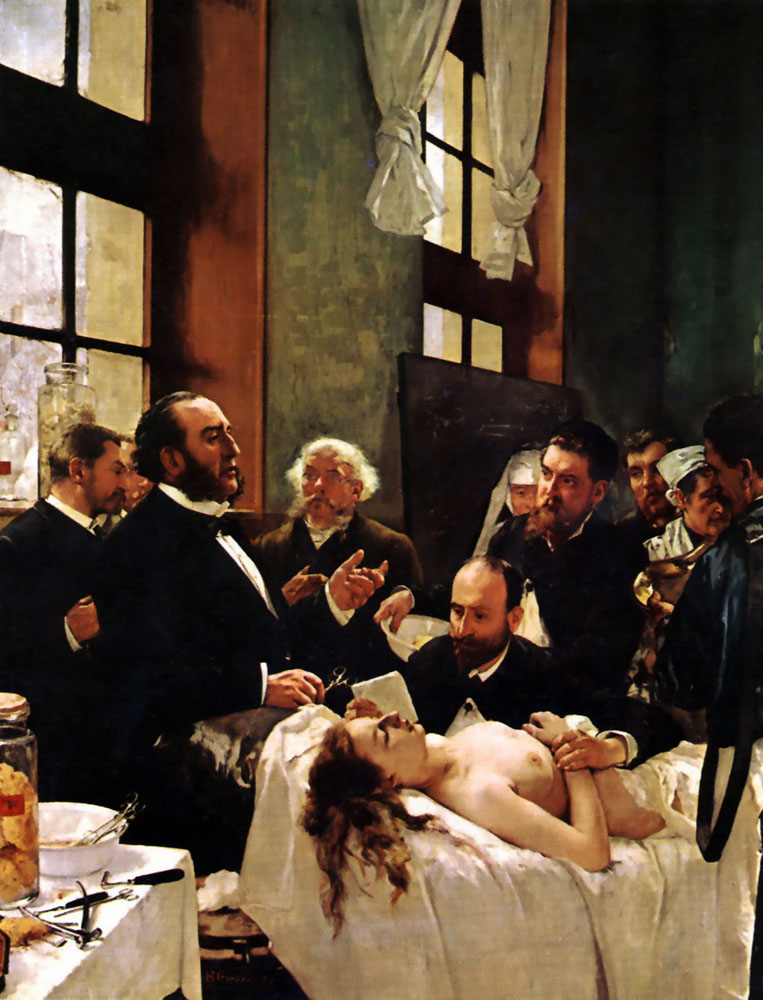
手術執刀前のペアンと外科学生達